# Khundi Panda
Khundi Panda (쿤디판다?), pseudonimo di Bok Hyeon (복현?; 11 febbraio 1997), è un rapper sudcoreano.

## Biografia
Khundi Panda è salito alla ribalta dopo aver pubblicato il brano VVS, numero uno nella Gaon Chart e certificato platino dalla Korea Music Content Association. L'album in studio d'esordio Jaegeonchuk è stato premiato con un Korean Music Award, mentre quello da solista, intitolato Garosawk, è entrato nella classifica LP sudcoreana. Anche il secondo disco ha fatto l'ingresso in classifica, facendogli vincere un secondo Korean Music Award come miglior album rap.

## Discografia

### Album in studio
- 2017 – Jaegeonchuk (con Viann)
- 2020 – Garosawk
- 2021 – The Spoiled Child

### Singoli
- 2017 – Ms.808 (con Vian feat. Sumin)
- 2019 – Ama
- 2021 – Unsung Heroes (con Paloalto e Sumin)
- 2022 – Idea (con Son Simba e Bewhy feat. Une & Viann)
- 2022 – Come Upright with KozyPop (con Huh)
- 2022 – Summer Soundcloud
- 2022 – Dang (con Viann e Choilb)
- 2022 – 30 x 99, Pt.1 (con Cwar)
- 2023 – Mania High (con Mix.audio)
- 2023 – Somozu Fever
- 2024 – Somozu Fury